# アレクサンドレ・ギマラエス
アレクサンドレ・ギマラエス（Alexandre Henrique Borges Guimarães、1959年11月7日 - ）は、コスタリカの元サッカー選手。元コスタリカ代表。ポジションはミッドフィールダー。

## 経歴
1985年9月にコスタリカ代表デビュー。コスタリカにとって初の出場となった1990 FIFAワールドカップのメンバーにも選ばれた。大会では3試合に出場し、ベスト16だった。コスタリカ代表として通算14試合に出場、2得点をあげた。

## 代表歴

### 出場大会
- コスタリカ代表
  - 1990 FIFAワールドカップ

### 試合数
- 国際Aマッチ 14試合 2得点（1985年-1990年）[1]

| コスタリカ代表 | 国際Aマッチ | 国際Aマッチ |
| 年             | 出場        | 得点        |
| -------------- | ----------- | ----------- |
| 1985           | 2           | 1           |
| 1986           | 0           | 0           |
| 1987           | 0           | 0           |
| 1988           | 4           | 0           |
| 1989           | 3           | 1           |
| 1990           | 5           | 0           |
| 通算           | 14          | 2           |